# Loros de la Universidad de Colima (baloncesto)
Para el equipo de fútbol, véase Loros de la Universidad de Colima.
Los Loros de la Universidad de Colima fue un equipo que participó en la Liga Nacional de Baloncesto Profesional con sede en Colima, Colima, México.

## Historia
Los Loros de la Universidad de Colima debutaron en la Temporada 2008-2009 en la LNBP, y en su única participación en este circuito dieron grandes sorpresas como lo fue el ganarle en casa de los subcampeones Soles de Mexicali.
La participación del equipo de la Universidad de Colima en la LNBP fue efímera, ya que al siguiente año la franquicia desapareció.

## Jugadores

### Roster actual
"Temporada 2008-2009"
- Brian Latham
- Leroy Davis 3
- Juan Valenzuela
- Eric Cheers
- Jorge Rivera
- Abel Huerta